# Anny Ondra

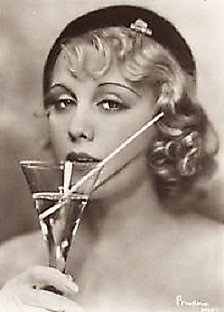
Anny Ondra, cirka 1928.

Anny Ondra, ursprungligen Anna Sophie Ondráková, född 15 maj 1903 i Tarnów, Galizien, Österrike-Ungern (nu Polen), död 28 februari 1987 i Hollenstedt, Västtyskland, var en tjeckisk skådespelare. Ondra kom att medverka i över 80 spelfilmer av olika nationalitet. Hon spelade i tjeckiska, tyska, österrikiska, franska och engelska filmer. 1970 tilldelades hon det tyska priset Filmband in Gold för sin samlade karriär.
Från 1920-talet hade hon ett förhållande med regissören Karel Lamač som hon också spelade in flera filmer med. Från 1933 och fram till sin död var hon gift med den tyska boxaren Max Schmeling.

## Filmografi, urval
- 1928 – Yrhättan (Der erste Kuss)
- 1929 – Utpressning
- 1929 – Manxmannen
- 1930 – Excentriska Anny
- 1930 – Varieténs skälmunge
- 1932 – Hela sta'ns lilla fästmö
- 1933 – Fröken Hoffmans äventyr
- 1933 – Kärlekshotellet
- 1933 – Skolans rackarunge
- 1934 – Dolly på det hala
- 1935 – Kärlek och knockout
- 1936 – Donogoo Tonka
- 1937 – Även i tider som dessa
- 1941 – Fy, så'na karlar!